# Andøya flygplats, Andenes
Andøya flygplats, Andenes (norska: Andøya lufthavn, Andenes) är en flygplats som ligger 1,9 km söder om orten Andenes på norra delen av ön Andøya i Andøy kommun, Norge. Flygplatsen är också en del av Andøya flygstation som tillhör norska försvaret. Norska rymdcentret (NRS) och Andøya rymdraketbas har också sin verksamhet på flygplatsen.

## Destinationer
Uppgifter från november 2009.

### Inrikes
| - Bodø (Widerøe) - Narvik (Widerøe) - Stokmarknes (Widerøe) - Tromsø (Widerøe) |